# Northern Arizona Suns
Northern Arizona Suns was een Amerikaanse basketbalclub uit Prescott Valley die uitkwam in de NBA G League van 2016 tot 2021.

## Geschiedenis
Nadat de Bakersfield Jam gekocht werden door de Phoenix Suns werd deze ploeg verhuisd naar Prescott Valley en werden de Northern Arizona Suns. Tyrone Ellis werd de eerste hoofdcoach van de club. Na een seizoen werd hij opgevolgd door Cody Toppert, ook Toppert slaagde er niet in om de play-offs te halen. In 2018 werd Bret Burchard hoofdcoach, hij slaagde er niet in om de club naar de play-off's te loodsen en het seizoen 2019/20 werd niet verder afgewerkt door de coronacrisis. De club speelde niet in het seizoen 2020/21 door de coronacrisis.
In 2020 werd de club verkocht aan de Detroit Pistons die in 2021 de club verhuisde naar Detroit en werd de Motor City Cruise.

## Resultaten
| Seizoen | Wins         | Verlies      | Play-offs    | Coach         |
| ------- | ------------ | ------------ | ------------ | ------------- |
| 2016/17 | 22           | 28           |              | Tyrone Ellis  |
| 2017/18 | 23           | 27           |              | Cody Toppert  |
| 2018/19 | 12           | 38           |              | Bret Burchard |
| 2019/20 | 8            | 34           |              | Bret Burchard |
| 2020/21 | Speelde niet | Speelde niet | Speelde niet | Speelde niet  |

## Bekende (oud-)spelers
| - Retin Obasohan - Anthony Bennett - Eric Stuteville |